# 아시모프 충돌구

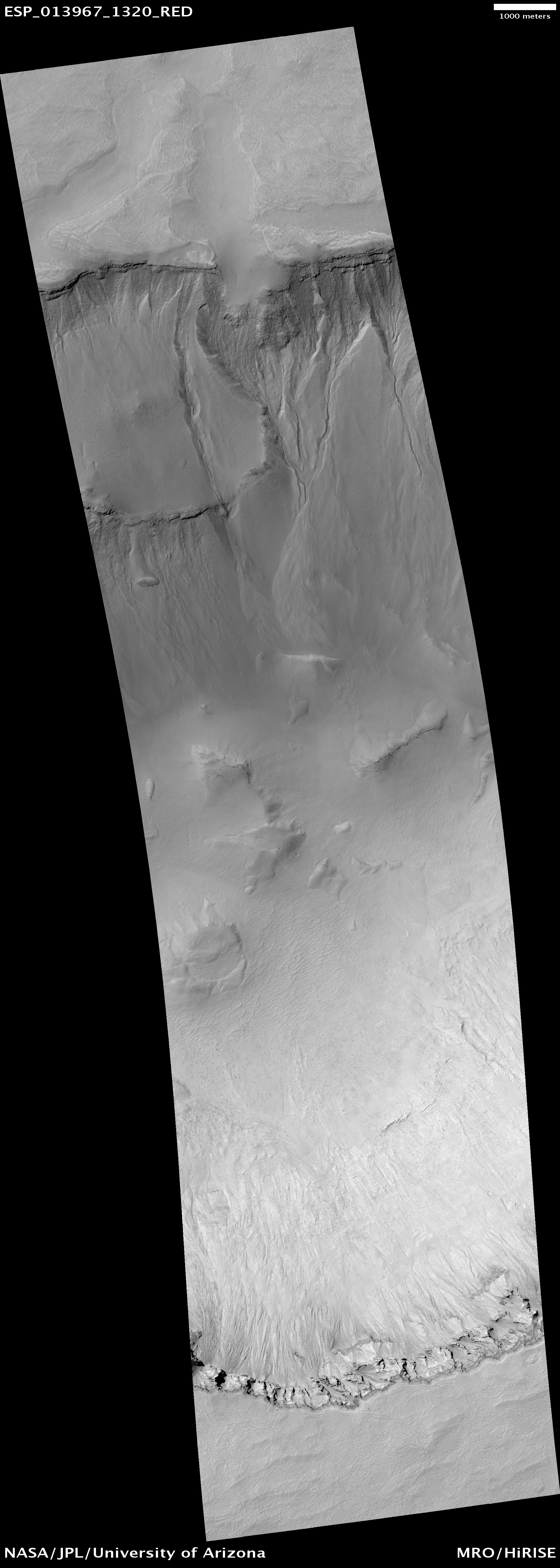
"HiRISE"가 촬영한 아시모프 충돌구의 남동쪽 모습.

아시모프 충돌구(영어: Asimov Crater)는 화성의 노아키스 사분면(Noachis quadrangle) 47.0° S와  355.05° W에 위치해 있는 지름이 약 84.0km(52.2 mi)인 충돌구이다. 이름은 2009년 5월 4일에 미국의 생화학 교수 겸 작가인 아이작 아시모프의 이름을 따서 지어졌다.

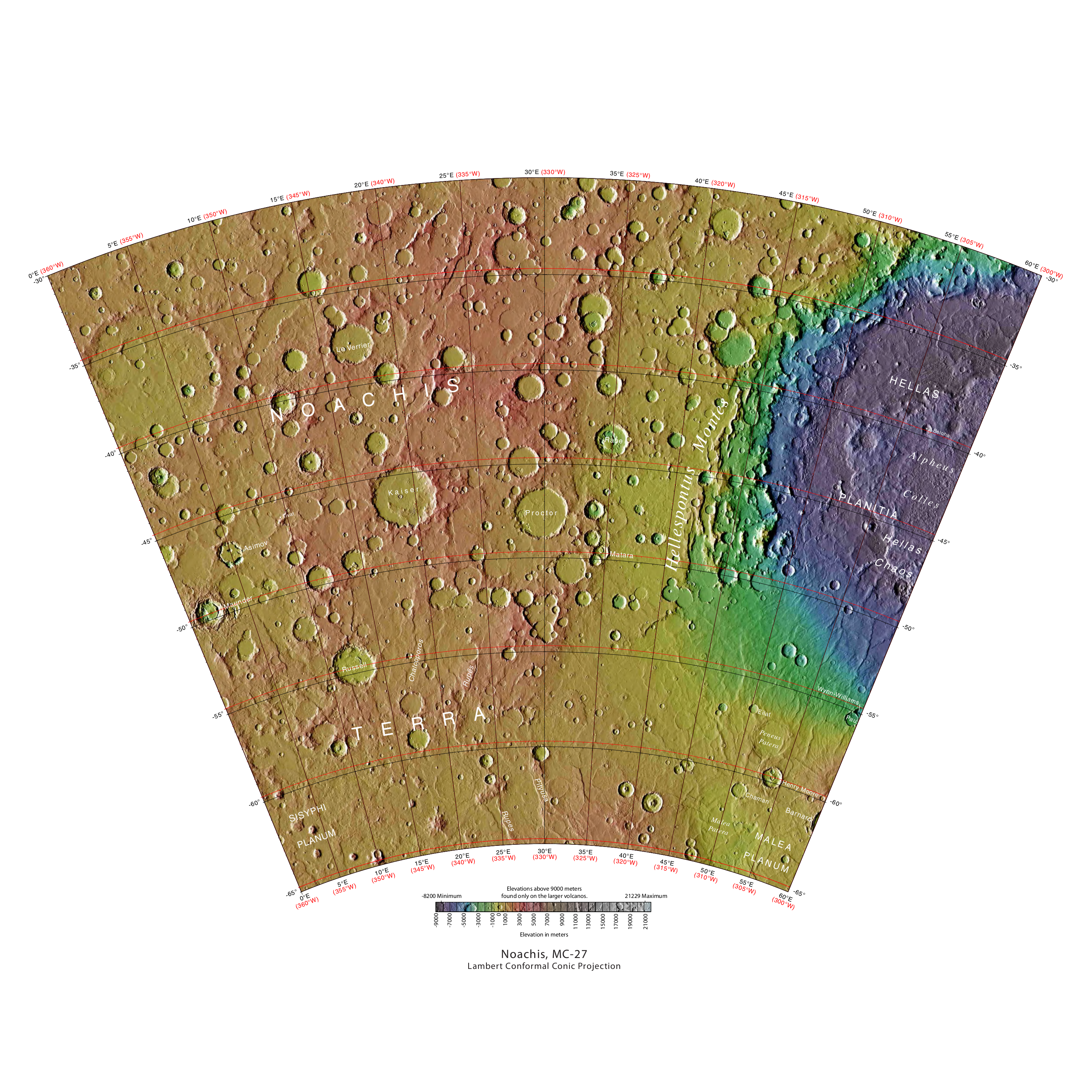
아시모프 충돌구와 인근의 충돌구의 위치를 보여주는 지형도.